# Botro
Botro este o comună din regiunea Gbèkè, Coasta de Fildeș.